# Marasmus
Marasmus è il quarto album del gruppo grindcore Leng Tch'e, pubblicato nel 2007 sotto la Relapse Records. Per la canzone "1-800-Apathy" è stato prodotto un video.

## Tracce
1. Lucid Denial – 1:05
2. 1-800-Apathy – 3:42
3. Tightrope Propaganda – 2:33
4. Nonsense Status – 2:25
5. Tainted Righteousness – 1:43
6. Marasmus – 2:08
7. Confluence of Consumers – 2:40
8. The White Noise – 2:02
9. Obsession Defined – 3:49
10. Abstained – 3:11
11. The Sycophant – 2:32
12. Social Disgust – 1:49
13. The Divine Collapse – 2:51
14. Submissive Manifesto – 1:22
15. Pattern – 1:50
16. Trauma And Scourge – 4:14

## Formazione
- Boris Cornelissen - voce
- Sven de Caluwé - batteria
- Geert Devenster - chitarra
- Jan Hallaert - chitarra
- Nicolas Malfeyt - basso